# Кольский замок
Кольский замок (пол. Zamek w Kole) — руины укрепленного замка, которые находятся на искусственном холме в меандре реки Варты близ города Коло Великопольского воеводства в Польше.

## История
Польский священник и историк Ян Длугош утверждал, что до 1362 года Казимир III Великий издал привилегию, которой разрешил бывшему войту в Варте — Генрику, построить замок в Коле. Замок был построен в последние годы правления Казимира, после 1365 года. Еще одно упоминание о замке содержится в «Хронике Янки из Чарнкова» в 1383 году и касается старосты Кшоны (Крыстын из Козеглова герба Лис), который должен был из этого замка начать поход на имущество архиепископа во время войны Гржималитов с Наленчами.
Вместе с замком времен Казимира Великого были построены: ратуша и приходская церковь Воздвижения Святого Креста, ставшие первыми каменными зданиями в Коле.
После Грюнвальдской битвы в замке было принято решение о продолжении войны. Польский король Владислав Ягайло бывал в замке целых 35 раз. В 1476—1481 годах замок был усадьбой княгини Анны Сохачевской. Когда был образован Прусский союз, который выступал против Тевтонского ордена, его представители встретились в Коле с польским королем Казимиром Ягеллончиком. В 1513 году в замке находился польский король Сигизмунд Старый. С середины XVI века замок начал приходить в упадок. В 1655 году его захватили шведы. В XVIII веке польский король Август III Фридрих подарил замок кольским бернардинцам, которые начали его разбирать для получения строительного материала для восстановления уничтоженного монастыря. Прочный строительный раствор, который соединял хрупкий кирпич, не позволил им полностью разобрать стены здания. В 1768 году бернардинцы покинули замок.
На протяжении XIX — первой половине XX веков руины замка продолжали разбирать на строительный материал.
В 50-х годах XX века была осуществлена консервация руин.

## Архитектура
Самой древней частью замка, построенной, вероятно, во второй половине XIV века, была северная башня-донжон, которую сначала окружали деревянные укрепления. Башня была построена из кирпича на прямоугольном плане на каменных фундаментах, о чем свидетельствуют археологические исследования.
Нынешний замок, построенный в конце правления Казимира Великого, был построен на плане вытянутого прямоугольника с массивными кирпичными стенами с включением более ранней башни-донжона. В юго-восточном углу находится небольшая башня-бергфрид, которая на высоте 8 метров меняется с квадратной на прямоугольную. Стены замка усиливались контрфорсами. Фрагмент такой стены высотой около 5 м, который защищал доступ к замку с юга, сохранился по сей день. После перестройки этот замок напоминал другие замки Казимира Великого, такие как замки в Конине, Пшедече, Иновлодзе и Бобровниках. В конце XIV века могла быть завершена древнейшая прямоугольная башня-донжон, которая впоследствии была королевской резиденцией во время пребывания правителей в замке. Эта башня могла напоминать башню замка в Голаньче.
У восточной и западной частей стены сохранились фрагменты стен и фундаментов зданий. Северная стена обрушилась вследствие подмывания речными паводками.
Хозяйственные постройки располагались на дворе и примыкали к оборонительной стене со стороны реки Варты.

## Галерея

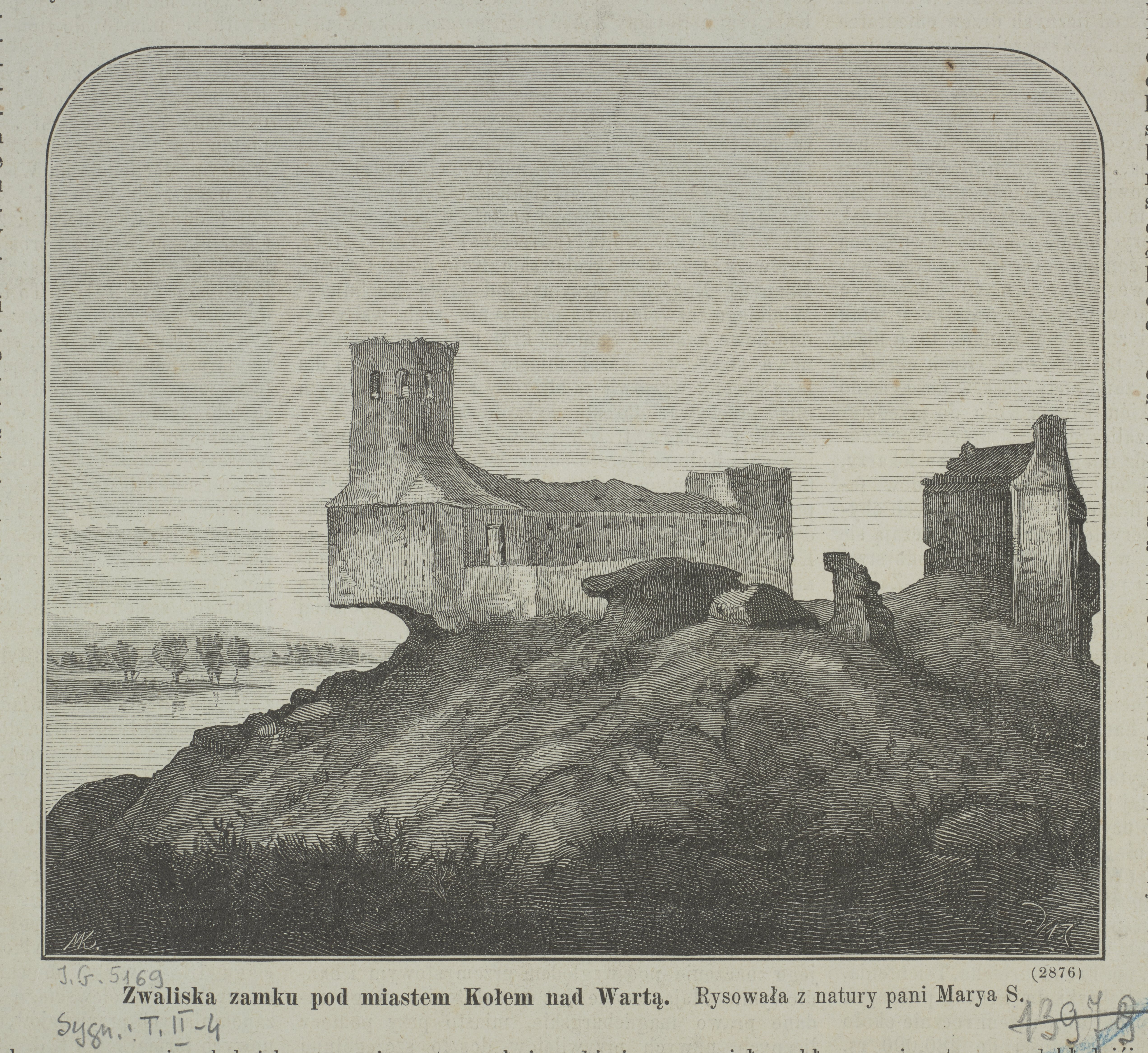
Руины в 1874
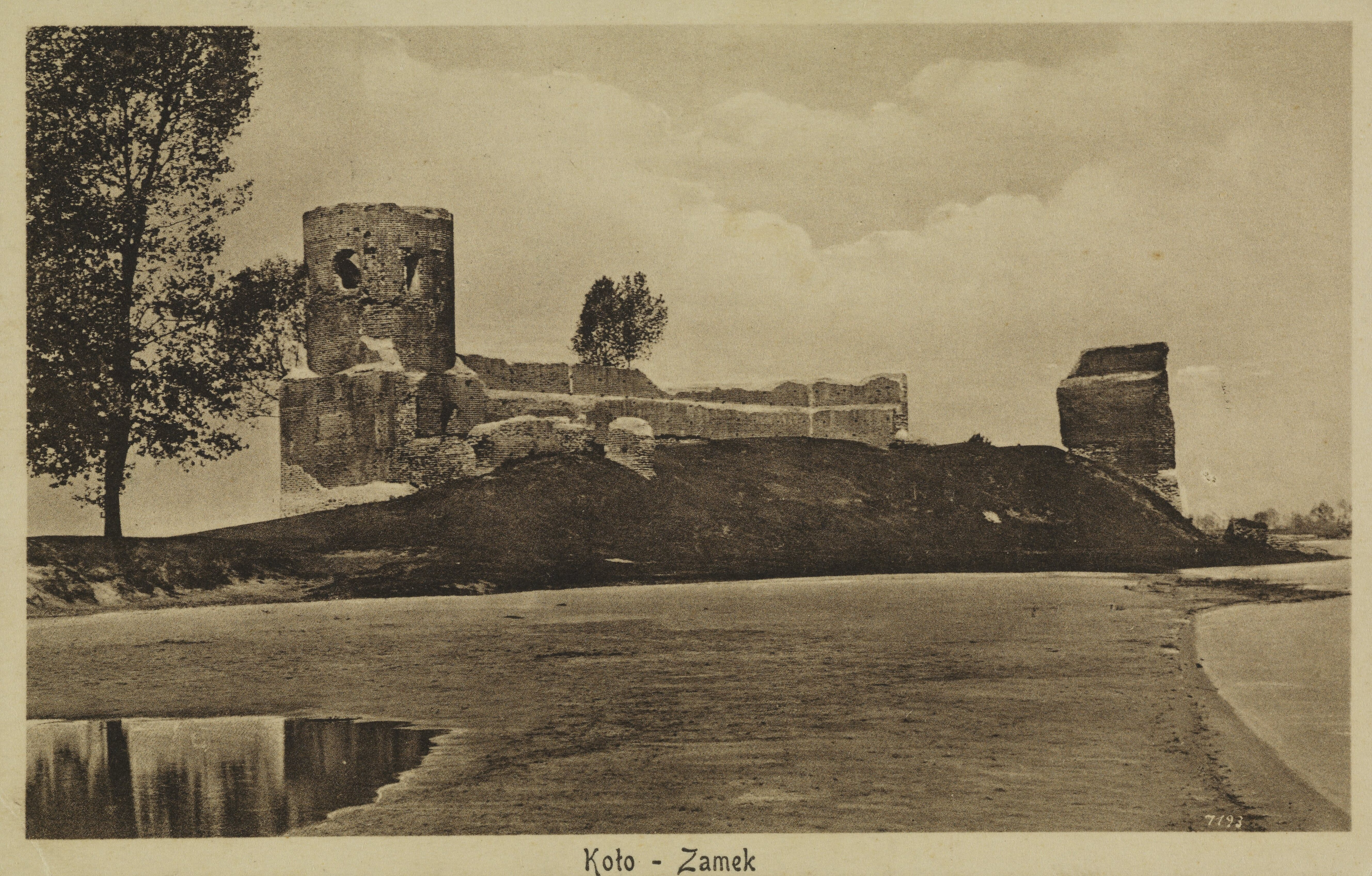
Руины в межвоенный период
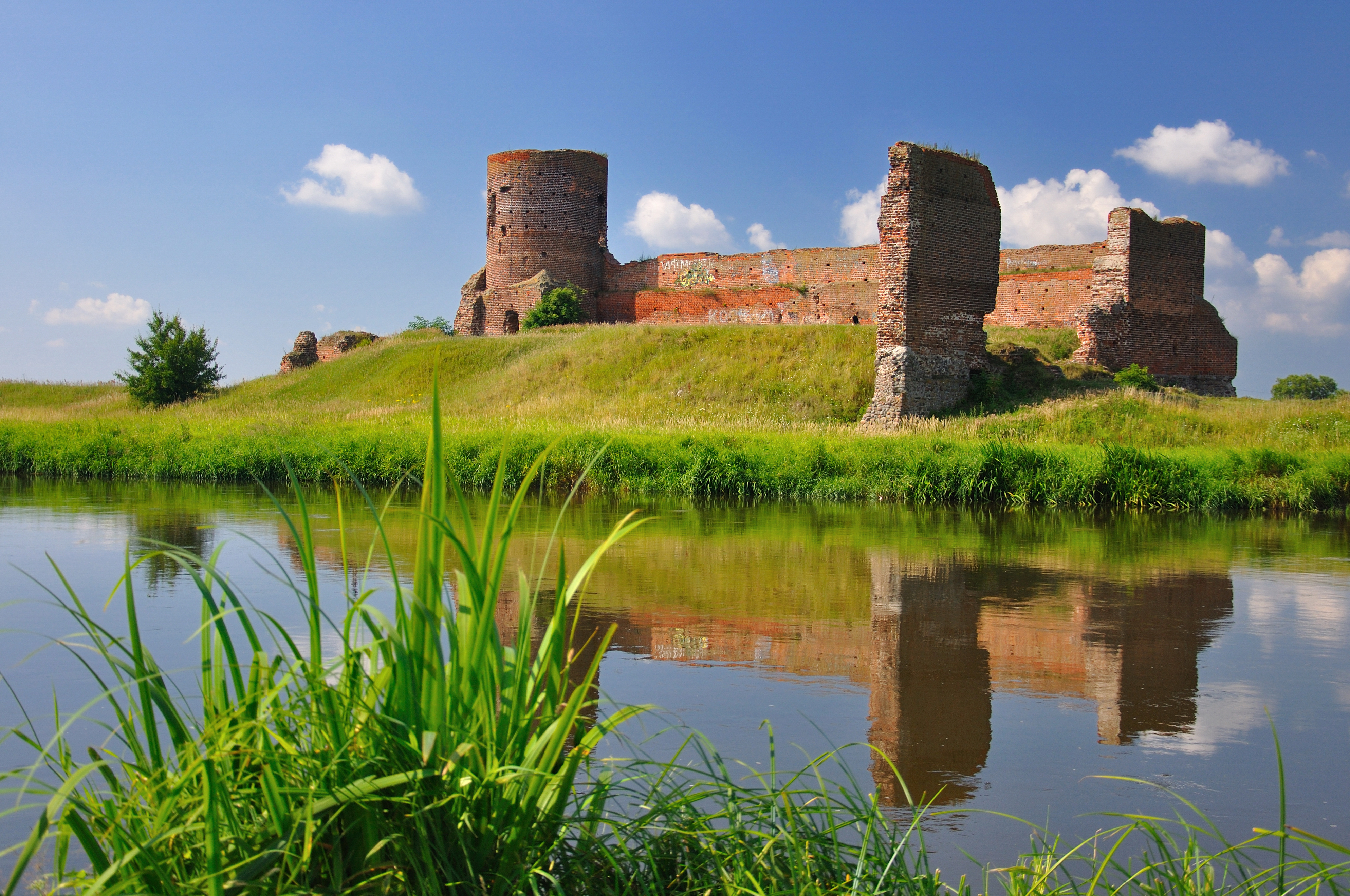
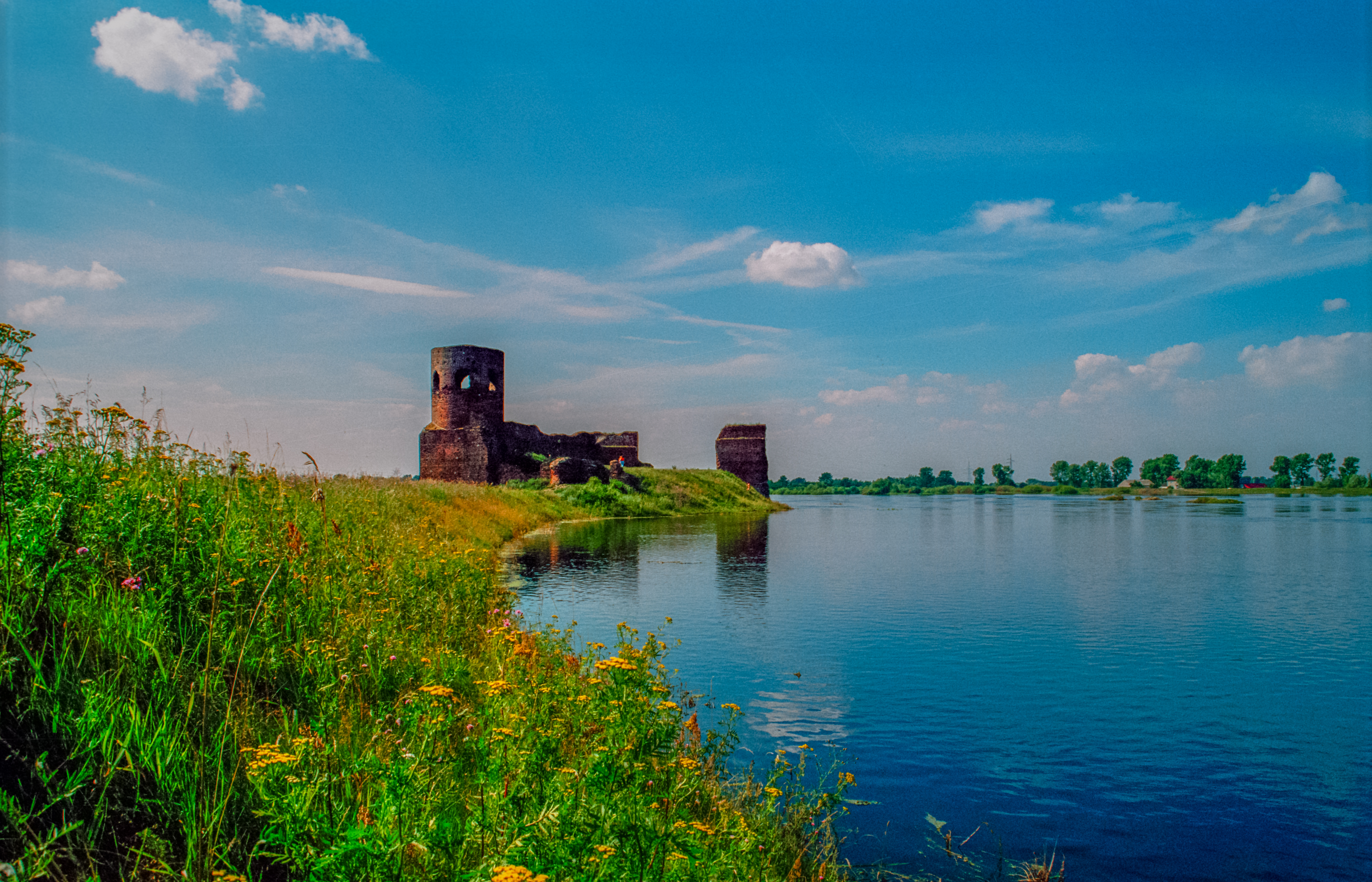
Наводнение в июле 1997
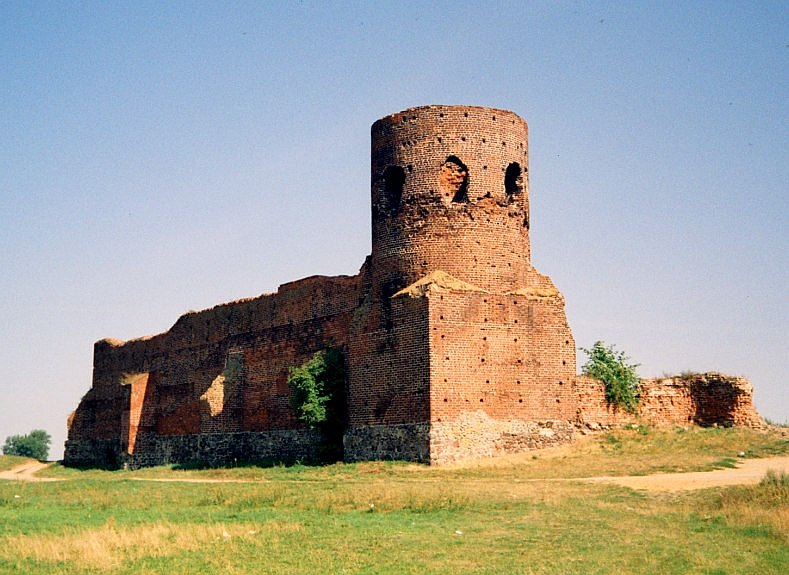
Вид с юга
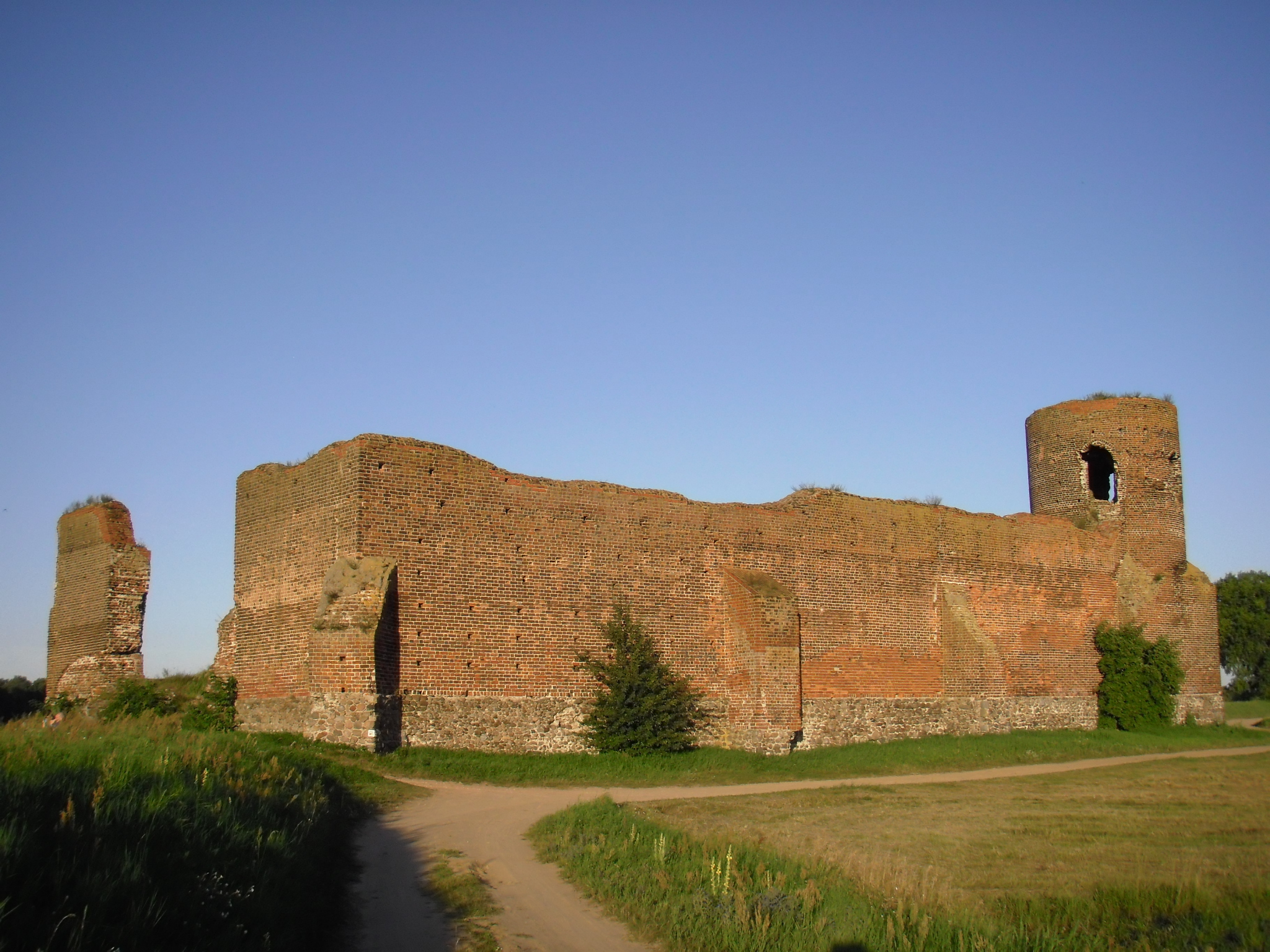
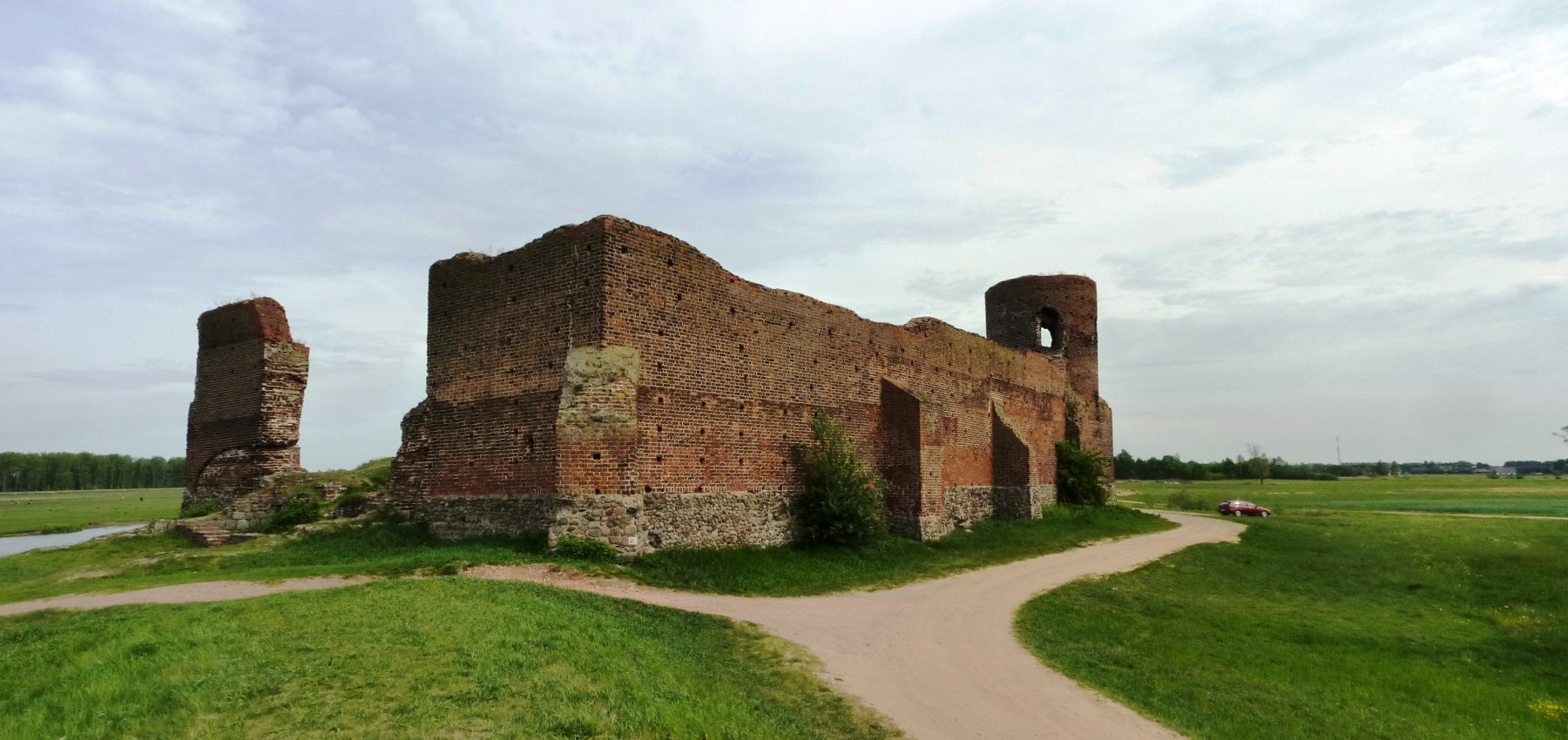
Вид с западного угла
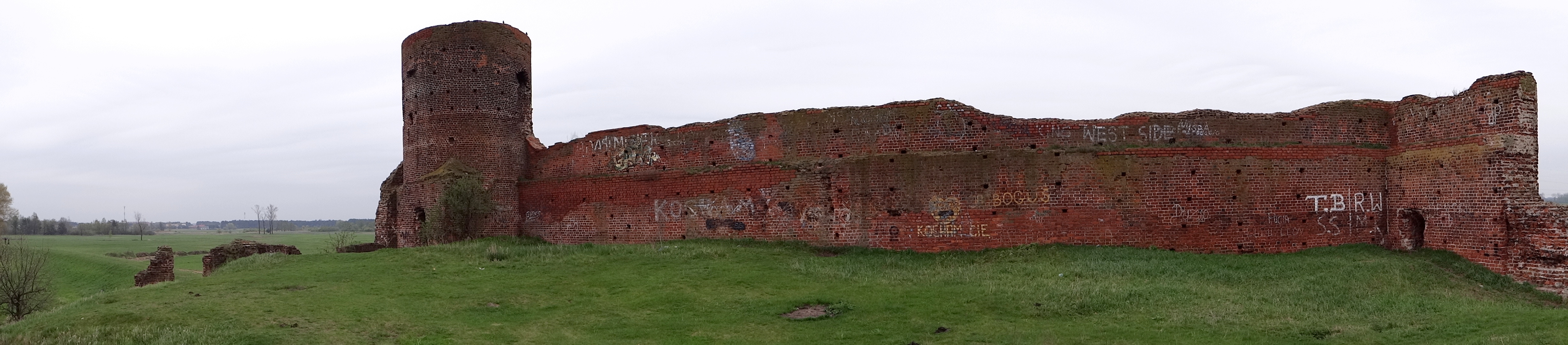